# Redrama
Lasse Melberg nació el (2 de octubre de 1977), más conocido por su nombre artístico Redrama, es un rapero finlandés. Hizo un gran avance en 2003. Redrama, que se presenta en inglés, sueco y finlandés, fue parte de un grupo de hip-hop Alien Allies que también incluía a los noruegos Paperboys y Madcon. Redrama ganó el campeonato finlandés de rap en idioma inglés en 2001 y también ganó el premio Grammy finlandés (Emma) por el Mejor Álbum de Hip Hop en 2005.
Su primer EP, Redrama EP, fue lanzado en 2001. El EP incluyó siete temas y fue lanzado por Incredible Productions. En 2002, Redrama firmó un contrato de grabación con Virgin UK y su álbum debut, Everyday Soundtrack, fue lanzado en 2003. Su segundo álbum de estudio, Street Music, fue lanzado dos años después.

## Discografía
- Everyday Soundtrack (2003)
- Street Music (2005)
- The Getaway (2009)
- Reflection (2014)